# Jack Salter
Jack Salter (Melbourne, 3 de juliol de 1930 - Reus 1993) va ser un ceramista australià que va viure a Reus.
Va estudiar a la Universitat d'Edimburg la carrera de Filosofia i Lletres, en l'especialitat d'Art, i a la vegada va seguir diversos cursos de belles arts a l'Escola d'Art d'Edimburg en l'especialitat de pintura i dibuix. Durant quinze anys va ser professor d'art a algunes escoles privades d'Anglaterra i pel mes de març de 1968 es va traslladar a Reus.
Es va integrar a la societat reusenca, aprenent el català que parlava a la perfecció, amb un deix anglès. Va dedicar-se a l'ensenyament artístic, a Reus i a l'Escola d'Arts i Oficis de la Diputació de Tarragona, sobretot en el camp de la ceràmica. L'any 1975 va obrir un taller de ceramista amb la seva dona Isabel Mas al carrer de la Concepció, al centre històric de Reus. Van tenir dos fills.
Va guanyar premis per la seva obra a Manises, Talavera de la Reina, Amposta i Móra d'Ebre, i amb la seva esposa va dur a terme exposicions a Barcelona, Reus, Tarragona i altres ciutats. Algunes obres seves es troben al Vaticà, en col·leccions privades i al Fons d'Art de Premsa Catalana. Va ser artista invitat a la Fira de Ceràmica i Vidre de València l'any 1974, el mateix any que va guanyar el primer premi a l'Exposició del Sindicat d'Artesania de la província de Tarragona.